# Vémars
Vémars [vemaʁ] est une commune française située dans le département du Val-d'Oise en région Île-de-France.
Ses habitants sont les Vémarois(es).

## Géographie

### Description
Vemars est située en plaine de France, à environ 30 km au nord-est de Paris et à 6 km de l'aéroport de Paris-Charles-de-Gaulle.

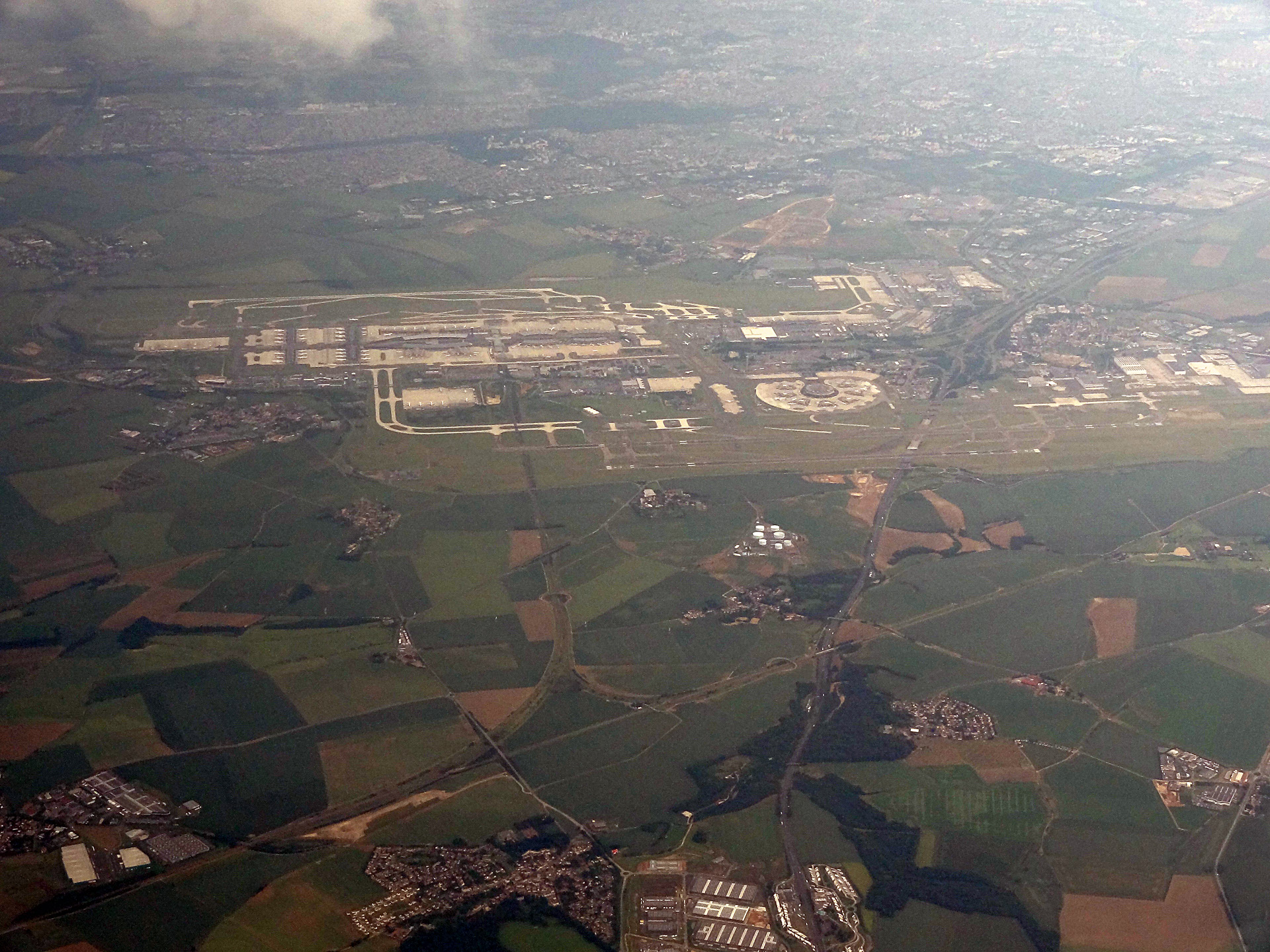
Vue aérienne vers le sud.
Vémars est au premier plan, et on distingue clairement le triangle ferroviaire de Vémars.
Au fond, l'aéroport de Paris-Charles-de-Gaulle.

La commune est traversée par la ligne à grande vitesse Nord (où elle est rejointe par la LGV Interconnexion Est par une série de raccordements dits Triangle de Vémars) ainsi que par l'autoroute A1, dont une aire de service porte le nom. Le restaurant d'autoroute est le premier du genre construit en France. La création de la ligne Roissy - Picardie traverserait  également la commune.
Située en plaine de France avec ses terres fertiles, l'activité agricole reste vivante à Vémars.

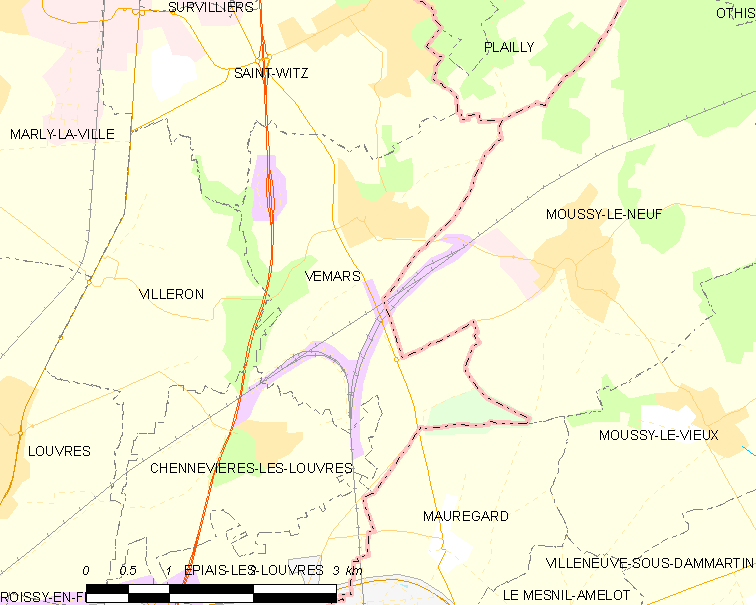
Carte de la commune.
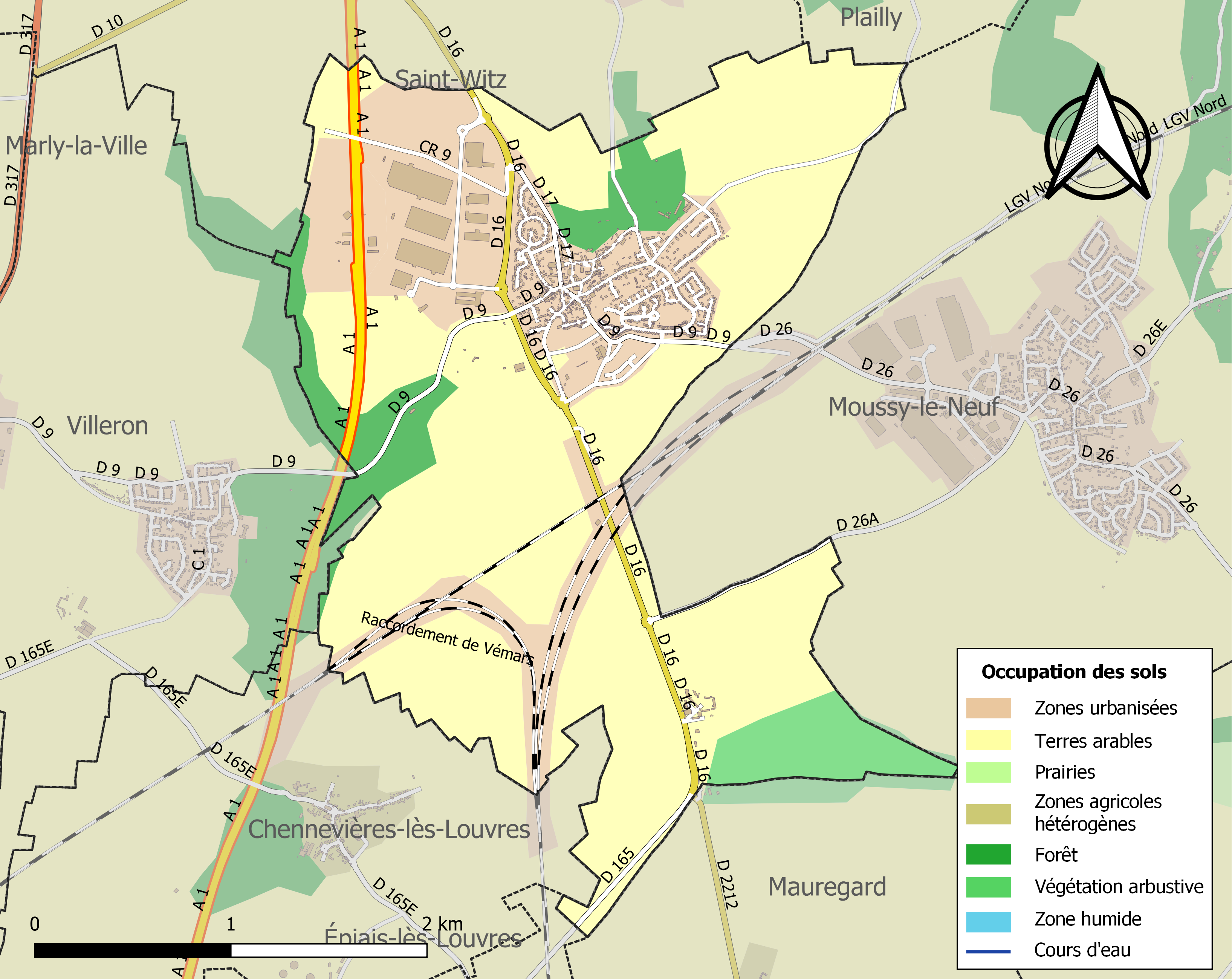
Occupation des sols.

### Communes limitrophes
La commune est la plus orientale du département, elle se trouve aux confins de l'Oise et de Seine-et-Marne. Les communes limitrophes sont Saint-Witz, Plailly, Mauregard, Moussy-le-Neuf, Chennevières-lès-Louvres, Épiais-lès-Louvres et Villeron.
|                          | Saint-Witz         | Plailly (Oise)                  |
| Villeron                 | Vémars             | Moussy-le-Neuf (Seine-et-Marne) |
| Chennevières-lès-Louvres | Épiais-lès-Louvres | Mauregard (Seine-et-Marne)      |

### Climat
Pour des articles plus généraux, voir Climat de l'Île-de-France et Climat du Val-d'Oise.
En 2010, le climat de la commune est de type climat océanique dégradé des plaines du Centre et du Nord, selon une étude du CNRS s'appuyant sur une série de données couvrant la période 1971-2000. En 2020, Météo-France publie une typologie des climats de la France métropolitaine dans laquelle la commune est exposée à un climat océanique altéré et est dans la région climatique Sud-ouest du bassin Parisien, caractérisée par une faible pluviométrie, notamment au printemps (120 à 150 mm) et un hiver froid (3,5 °C).
Pour la période 1971-2000, la température annuelle moyenne est de 10,8 °C, avec une amplitude thermique annuelle de 15 °C. Le cumul annuel moyen de précipitations est de 718 mm, avec 10,2 jours de précipitations en janvier et 8,3 jours en juillet. Pour la période 1991-2020, la température moyenne annuelle observée sur la station météorologique la plus proche, située sur la commune de Saint-Witz à 2 km à vol d'oiseau, est de 11,9 °C et le cumul annuel moyen de précipitations est de 676,8 mm,. Pour l'avenir, les paramètres climatiques de la commune estimés pour 2050 selon différents scénarios d'émission de gaz à effet de serre sont consultables sur un site dédié publié par Météo-France en novembre 2022.
| Mois                                  | jan.           | fév.           | mars          | avril         | mai           | juin         | jui.          | août          | sep.          | oct.          | nov.          | déc.          | année      |
| ------------------------------------- | -------------- | -------------- | ------------- | ------------- | ------------- | ------------ | ------------- | ------------- | ------------- | ------------- | ------------- | ------------- | ---------- |
| Température minimale moyenne (°C)     | 1,8            | 2              | 4             | 6,6           | 9,6           | 12,8         | 14,7          | 14,6          | 11,8          | 9,1           | 5,6           | 2,8           | 8          |
| Température moyenne (°C)              | 4              | 5              | 7,9           | 11,5          | 14,4          | 17,7         | 20            | 19,8          | 16,5          | 12,6          | 8,2           | 5,1           | 11,9       |
| Température maximale moyenne (°C)     | 6,3            | 7,9            | 11,9          | 16,4          | 19,2          | 22,5         | 25,4          | 25            | 21,2          | 16,1          | 10,7          | 7,4           | 15,8       |
| Record de froid (°C) date du record   | −12,3 07.01.09 | −10,4 12.02.12 | −8,4 13.03.13 | −2,5 07.04.21 | 1,5 06.05.19  | 6,5 13.06.08 | 7,8 03.07.11  | 8,2 26.08.18  | 3,5 30.09.18  | −0,7 29.10.08 | −5,1 30.11.10 | −7,4 19.12.09 | −12,3 2009 |
| Record de chaleur (°C) date du record | 14,1 01.01.22  | 19,6 27.02.19  | 24,2 31.03.21 | 28,7 20.04.18 | 30,8 28.05.17 | 36 27.06.11  | 41,4 25.07.19 | 37,5 09.08.20 | 34,3 08.09.23 | 28,3 01.10.11 | 20,5 08.11.15 | 15,7 31.12.21 | 41,4 2019  |
| Précipitations (mm)                   | 54,4           | 47,7           | 45            | 37,4          | 72,2          | 64,9         | 58,1          | 59,3          | 47,4          | 56,8          | 61            | 72,6          | 676,8      |

## Urbanisme

### Typologie
Au 1er janvier 2024, Vémars est catégorisée bourg rural, selon la nouvelle grille communale de densité à sept niveaux définie par l'Insee en 2022.
Elle appartient à l'unité urbaine de Vémars, une unité urbaine monocommunale constituant une ville isolée,. Par ailleurs la commune fait partie de l'aire d'attraction de Paris, dont elle est une commune de la couronne,. Cette aire regroupe 1 929 communes,.

### Habitat et logement
En 	2018	, le nombre total de logements dans la commune était de 1 128	, alors qu'il était de 	970	en 	2013	 et de 	786	 en 	2008	.		
Parmi ces logements, 91 % étaient des résidences principales, 	1,2	 % des résidences secondaires et 	7,9	 % des logements vacants. Ces logements étaient pour 	67,9	 % d'entre eux des maisons individuelles et pour 	32	 % des appartements.																						
Le tableau ci-dessous présente la typologie des logements	 à 	Vémars	 en 	2018	 en comparaison avec celle 	du 	Val-d'Oise	 et de la France entière. Une caractéristique marquante du parc de logements est ainsi				 une proportion de résidences secondaires et logements occasionnels (1,2 %) inférieure à celle du département (1,3 %) mais supérieure à celle de la France entière (9,7 %). 						Concernant le statut d'occupation de ces logements, 	62,5	 % des habitants de la commune sont propriétaires de leur logement (	66,4	 % en 	2013	), contre 	56	 % pour 	du 	Val-d'Oise	 et 	57,5	 pour la France entière	.
| Typologie                                               | Vémars | Val-d'Oise | France entière |
| ------------------------------------------------------- | ------ | ---------- | -------------- |
| Résidences principales (en %)                           | 91     | 92,8       | 82,1           |
| Résidences secondaires et logements occasionnels (en %) | 1,2    | 1,3        | 9,7            |
| Logements vacants (en %)                                | 7,9    | 5,9        | 8,2            |

## Toponymie

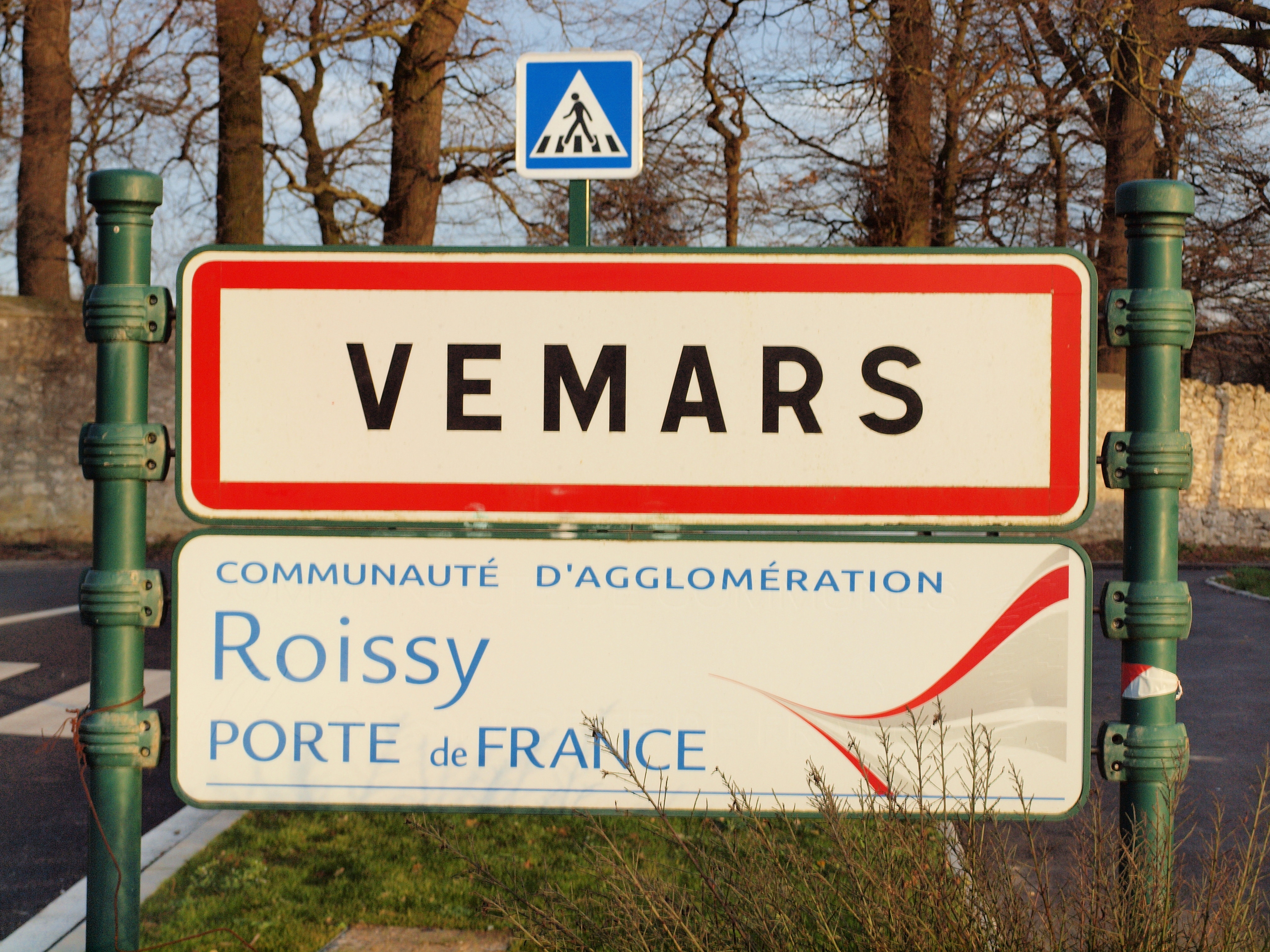
Panneaux d'entrée de ville et de l'ancienne intercommunalité.

De Vetere Mànso en 937, Vemarcium au XIIe siècle, Avemars ou Avemart en 1182, Evemars en 1211, Vaulmar au XVIIe siècle, Vomar en 1648.
Le nom de Vémars provient du latin vetus, vieux et mansum, domaine rural ou vetere mansio (« vieille demeure »). Ce nom constitue une corruption du latin vetus mansus (« vieille ferme »), de vetus, veteris (vieux).

## Histoire
Le chartiste Gustave Fagniez, beau-frère de Léon Bouchard propriétaire du château de La Motte, est l'auteur en 1876 de Recherches historiques sur la commune de Vémars.
L'occupation du territoire dès la Préhistoire est attestée par la découverte de traces d'habitats néolithiques et de maisons gauloises. Des poteries communes et sigillées du IIe au IVe siècle y furent découvertes.
Des fouilles opérées en 2006 au lieu-dit Rouge-Fosse/Porte de Vémars  a permis de mettre en évidence des vestiges de constructions utilisés entre les Ier et Ve siècle. En 2009 sont découverts les vestiges d'un bâtiment sur poteaux de bois des IIe et IIIe siècles situé à une trentaine de mètres d’un petit enclos carré (400 mètres carrés environ) délimité par des fossés.
Un premier château fort est bâti à Champfourcy ou Chaufourcy, puis le village d'« Avemart » s'implante légèrement en contrebas dans la vallée du ru de la Michelette au XIe siècle.
Possession de l'abbaye de Notre-Dame-des-Champs au XIIe siècle, le fief était une dépendance de l'archevêché de Paris et du doyenné de Montmorency.
Au XIIIe siècle, le fief appartient à Jean de Vémars, puis à Pierre de Vémars ; la seigneurie passe en 1580 à Louis du Crocq, écuyer.[réf. nécessaire]
La seigneurie au XVe siècle est la propriété de Jean de Saint-Romain, conseiller au Parlement de Paris, et au XVIIIe siècle du comte de La Tour d'Auvergne jusqu'à la Révolution française[réf. nécessaire].
À l’époque moderne, le sous-sol a été exploité en marnières, afin d'amender les champs.
Le village devient un lieu de villégiature réputé au XIXe siècle.
Le château de La Motte, actuelle mairie, fut la propriété de François Mauriac. Il avait fait de nombreux séjours dans le village depuis son mariage en 1913, à 28 ans, avec Jeanne Lafon, descendante d’une famille implantée depuis longtemps à Vémars. La maison de Vémars sert de base à son action de propagande contre l’occupant allemand à partir de 1940. L'écrivain est enterré au cimetière du village.

## Politique et administration

### Rattachements administratifs et électoraux

#### Rattachements administratifs
Antérieurement à la loi du 10 juillet 1964, la commune faisait partie du département de Seine-et-Oise. La réorganisation de la région parisienne en 1964 fit que la commune appartient désormais au département du Val-d'Oise et à son arrondissement de Sarcelles après un transfert administratif effectif au 1er janvier 1968.
Elle faisait partie de 1801 à 1967 du canton de Luzarches de Seine-et-Oise. Lors de la mise en place du Val-d'Oise, la ville intègre le canton de Gonesse. Dans le cadre du redécoupage cantonal de 2014 en France, cette circonscription administrative territoriale a disparu, et le canton n'est plus qu'une circonscription électorale.

#### Rattachements électoraux
Pour les élections départementales, la commune est membre depuis 2014 du canton de Goussainville
Pour l'élection des députés, elle fait partie de la neuvième circonscription du Val-d'Oise.

### Intercommunalité
Vémars était membre de la communauté d'agglomération Roissy Porte de France, un établissement public de coopération intercommunale (EPCI) à fiscalité propre créé en 1994 sous le statut de communauté de communes et transformé en communauté d'agglomération en 2013  et auquel la commune avait transféré un certain nombre de ses compétences, dans les conditions déterminées par le code général des collectivités territoriales.
Dans le cadre de la mise en œuvre de la loi MAPAM du 27 janvier 2014, qui prévoit la généralisation de l'intercommunalité à l'ensemble des communes et la création d'intercommunalités de taille importante notamment en seconde couronne afin de pouvoir dialoguer avec la métropole du Grand Paris créée par cette même loi, la communauté d'agglomération Roissy Porte de France a fusionné avec ses voisines pour former, le 1er janvier 2016, la communauté d'agglomération Roissy Pays de France dont est désormais membre la commune.

### Liste des maires
| Période                                  | Période                    | Identité | Étiquette           | Qualité                                                                |
| ---------------------------------------- | -------------------------- | --- | ------------------- | ---------------------------------------------------------------------- |
| '                                        |                            | |                     |                                                                        |
|                                          |                            | Léon Bouchard 1830-1904 |                     | Beau-père de François Mauriac Premier président de la Cour des comptes |
| vers. 1920                               |                            | Marcel Bouix |                     | Docteur en droit                                                       |
| Les données manquantes sont à compléter. |                            | |                     |                                                                        |
| 1956                                     | 1971                       | Raymond Breton |                     |                                                                        |
| 1971                                     | 1977                       | Jean-Paul Gibert |                     |                                                                        |
| 1977                                     |                            | Gérard Dreyfus | PCF                 |                                                                        |
|                                          |                            | |                     |                                                                        |
| 1995                                     | 2001                       | Hervé Dehez ⁴¹ https://www.leparisien.fr/val-d-oise-95/tout-le-village-se-bat-pour-sauver-une-classe-05-03-2001-2002000791.php | Sans Etiquête       | Technicien                                                             |
| 2001                                     | En cours (au 31 Mars 2025) | Frédéric Didier | PS puis DVG puis SE | Consultant ressources humaines                                         |

### Politique de développement durable
Dans le cadre d'un appel d'offres pour les énergies renouvelables mettant en œuvre la loi sur la transition énergétique, l'entreprise Engie envisage la création d'un important parc photovoltaïque de 32 ha à Vémars. Situé au lieu-dit Choisy-aux-Bœufs au-dessus d'une ancienne décharge remblayée, il serait constitué de 51 000 panneaux photovoltaïques permettant la production de 23 600 MWh par an.

## Équipements et services publics

### Enseignement
La création d'un nouveau groupe scolaire est prévue par la municipalité en 2022  sur le chemin de la Croix-Boissée, à proximité du gymnase, afin de remplacer l'équipement précédent dénommé groupe scolaire Georges-Brassens qui ne convient plus aux besoins. Conçu par le cabinet d’architecte Malizan, le projet comprend une première tranche constituée de l’école maternelle, le centre de loisirs et une cantine. La construction de l'école élementaire interviendra dans un second temps.

### Santé
La commune, qui en était dépourvue depuis 5 ans, a permis l'installation d'un nouveau médecin dans un local mis gratuitement à sa disposition, et accueille deux infirmières et un kinésithérapeute dans d'autres locaux municipaux.

### Justice, sécurité, secours et défense
La commune s'est dotée d'un système de vidéosurveillance fin 2019,.
Vémars fait partie du ressort du tribunal d'instance de Gonesse, et de ceux du  tribunal judiciaire et  du tribunal de commerce de Pontoise,.

## Démographie
L'évolution du nombre d'habitants est connue à travers les recensements de la population effectués dans la commune depuis 1793. Pour les communes de moins de 10 000 habitants, une enquête de recensement portant sur toute la population est réalisée tous les cinq ans, les populations de référence des années intermédiaires étant quant à elles estimées par interpolation ou extrapolation. Pour la commune, le premier recensement exhaustif entrant dans le cadre du nouveau dispositif a été réalisé en 2007.

En 2022, la commune comptait 2 986 habitants, en évolution de +22,68 % par rapport à 2016 (Val-d'Oise : +4 %, France hors Mayotte : +2,11 %).
| 1793 | 1800 | 1806 | 1821 | 1831 | 1836 | 1841 | 1846 | 1851 |
| ---- | ---- | ---- | ---- | ---- | ---- | ---- | ---- | ---- |
| 489  | 504  | 548  | 503  | 500  | 462  | 494  | 504  | 526  |

| 1856 | 1861 | 1866 | 1872 | 1876 | 1881 | 1886 | 1891 | 1896 |
| ---- | ---- | ---- | ---- | ---- | ---- | ---- | ---- | ---- |
| 469  | 485  | 486  | 460  | 497  | 472  | 492  | 437  | 455  |

| 1901 | 1906 | 1911 | 1921 | 1926 | 1931 | 1936 | 1946 | 1954 |
| ---- | ---- | ---- | ---- | ---- | ---- | ---- | ---- | ---- |
| 394  | 435  | 414  | 480  | 498  | 518  | 501  | 492  | 531  |

| 1962 | 1968 | 1975 | 1982 | 1990  | 1999  | 2006  | 2007  | 2012  |
| ---- | ---- | ---- | ---- | ----- | ----- | ----- | ----- | ----- |
| 551  | 553  | 844  | 842  | 2 099 | 2 058 | 2 033 | 2 030 | 2 198 |

| 2017  | 2022  | - | - | - | - | - | - | - |
| ----- | ----- | - | - | - | - | - | - | - |
| 2 471 | 2 986 | - | - | - | - | - | - | - |

## Culture locale et patrimoine

### Lieux et monuments
On peut signaler : 
- Château des Carneaux (de), rue du gué Malaye / rue Pasteur

Ce nom vient de la grande ferme du même nom, située rue François-Mauriac, à la sortie du village en direction de Plailly. Le manoir actuel a été construit en 1846 dans un style néoclassique. La façade sur le parc de onze travées comporte un corps central d'un étage supplémentaire, surmonté par un fronton triangulaire et précédé par un péristyle de quatre colonnes. Le domaine comporte également d'importants communs, un petit colombier plus ancien dans le parc, une orangerie et une maison de gardien en meulière à côté de l'entrée.
- Manoir 1 rue Pasteur : Construit sur le domaine de l'ancien château de Vémars vers 1868-70, peut-être en intégrant des éléments du manoir précédent attesté en 1763, c'est une grande maison de style classique assez sobre, avec une façade sur deux niveaux orné de bossages. Des vestiges de fabriques de jardin subsistent dans le parc[29].
- Manoir dit château de Vémars, 7 rue Pasteur : Il date du dernier quart du XVIIe siècle et a été partiellement démoli en 1865. Envahi par la végétation et laissé à l'abandon depuis plusieurs décennies, le château est vidé de son mobilier et voué à la démolition[30].
- Église Saint-Pierre-et-Saint-Paul : Elle succède à un édifice médiéval, qui a été reconstruit selon le même plan après la guerre de Cent Ans, dans un style gothique flamboyant un peu rustique. Le chantier com/mence vraisemblablement à la fin du XVe siècle avec le chœur, et s'achève en 1545 avec la façade. À l'origine, le clocher devait se situer au-dessus de la quatrième travée du bas-côté sud. Il est remplacé par un nouveau clocher-tour devant la bas-côté nord au cours de la première moitié du XVIIe siècle. Les fenêtres latérales du chœur sont repercées au XVIIe ou XVIIIe siècle. Un porche et une sacristie sont également ajoutées, mais ont été démolis pendant la seconde moitié du XXe siècle. Dans sa forme actuelle, l'église se compose d'un vaisseau central de six travées accompagné de deux bas-côtés, et se terminant par un chevet plat. Elle a été restaurée en 1849 et 1882, puis récemment au début du XXIe siècle, et se trouve dans un excellent état[31].
L'église disposait d'une cloche sonnant en ré bémolc dénommée Catherine et coulée en 1653, qui a été rejointe en juin 2019 par Laurence, qui donne le la bémol, coulée sous les yeux des Vémarois le 3 mai puis bénie par Mgr Stanislas Lalanne, évêque de Pontoise[32],[33].

- Château de La Motte, actuel hôtel de ville, 5 rue Léon-Bouchard : Cette maison bourgeoise point assez vaste pour mériter le qualificatif de château est construit sur l'ancienne propriété d'Auguste Bouchard (1785-1872), député-maire de Vémars.

En héritent son fils Léon Bouchard (1830-1904), conseiller à la Cour des comptes, également maire. Epoux de Blanche Fagniez (1835-1915), il est le beau-frère de l'historien Gustave Fagniez. C'est lui qui fait construire la maison actuelle en 1882. Les deux petits pavillons latéraux et la maison de garde suivent trois ans plus tard. Une serre est ajoutée en 1891, et le domaine comporte également des communs et un vieux puits. Léonie Élizabeth Bouchard (1862-1963) hérite de la demeure après la mort de son père Léon. Avec son époux Marc Lafon (1857-1919), elle a eu une fille Jeanne (1893-1983), qui épouse François Mauriac et héritera du château en 1951. Après la mort de Jeanne, la commune de Vémars le rachète en novembre 1984 pour en faire l'hôtel de ville. L'un des pavillons latéraux devient bureau de poste, l'autre bibliothèque municipale. Au rez-de-chaussée, la moitié de l'ancien grand salon a été transformé en un petit musée consacré à l'auteur.
- Cimetière, en haut de la rue de la Mairie

Il renferme la tombe en granit très sobre de François Mauriac et de sa femme, décédée en 1983. La tombe est située à l’opposé de l’entrée du cimetière, à droite de l'allée centrale. Le couple repose aux côtés de Claire Wiazemsky, leur fille (décédée en 1992) ; Luce Le Ray, leur fille (décédée en 2011) ; Alain Le Ray (décédé en 2007), mari de Luce Mauriac ; Caroline Mauriac, née Flipo (décédée en 2011), l’épouse de leur fils, Jean Mauriac.
- Ferme de Choisy-aux-Bœufs, RD 16, écart au sud du village : Cette ferme est issue d'une ancienne grange cistercienne de l'abbaye cistercienne de Chaalis. Il n'en reste de la grange du XIIIe siècle que le mur-pignon nord, visible de loin depuis la route mais non accessible car donnant sur un champ. La ferme possède également un colombier-porche nettement plus récent à côté de l'entrée actuelle, et le logis au fond de la cour conserve des fenêtres gémelées surmontées d'un tympan trilobé sous un arc ogival. Entre la ferme et la route, subsistent toujours les bâtiments et la haute cheminée en briques de la distillerie adjointe à la ferme en 1898[35].

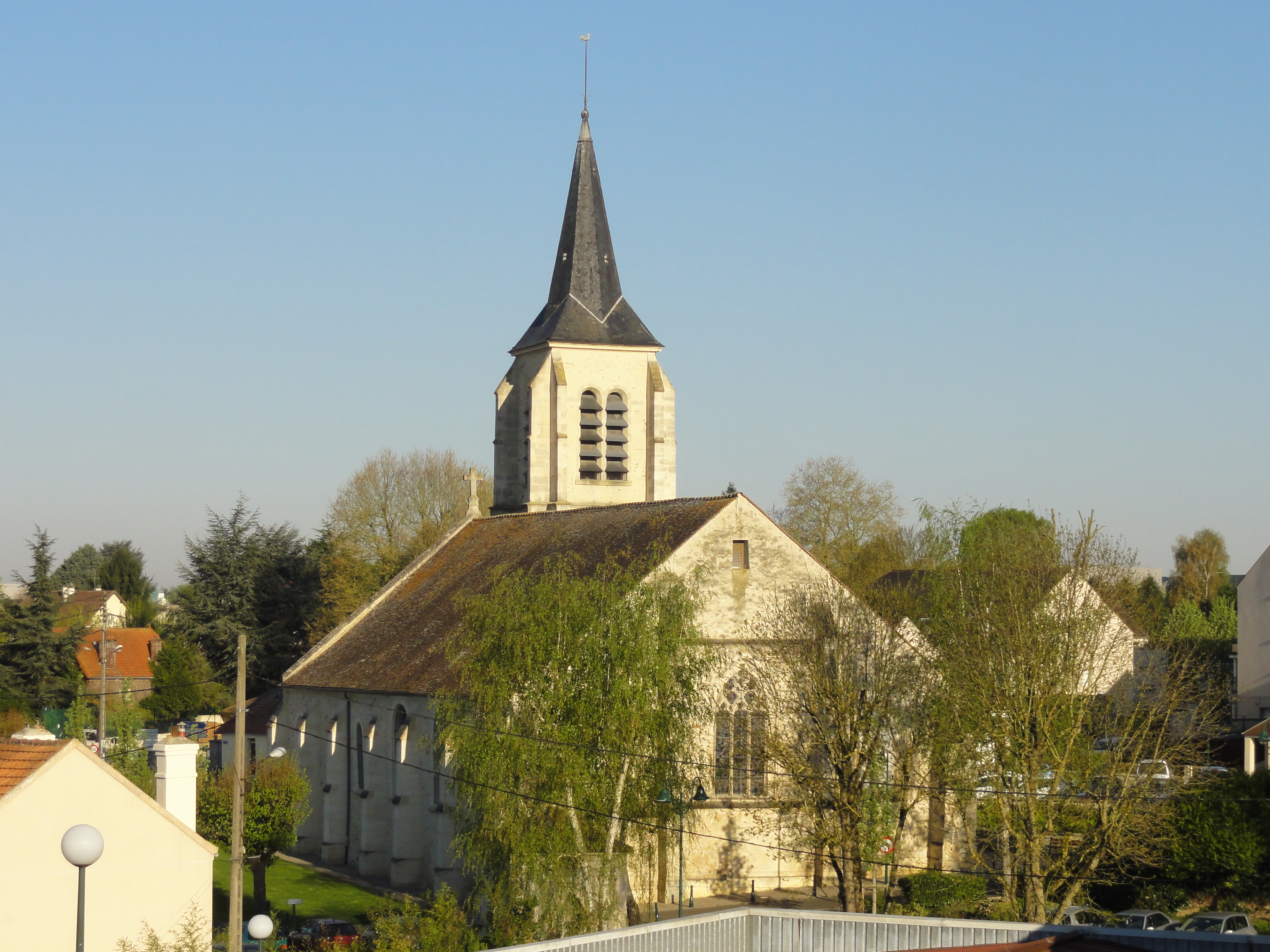
L'église Saint-Pierre-et-Saint-Paul
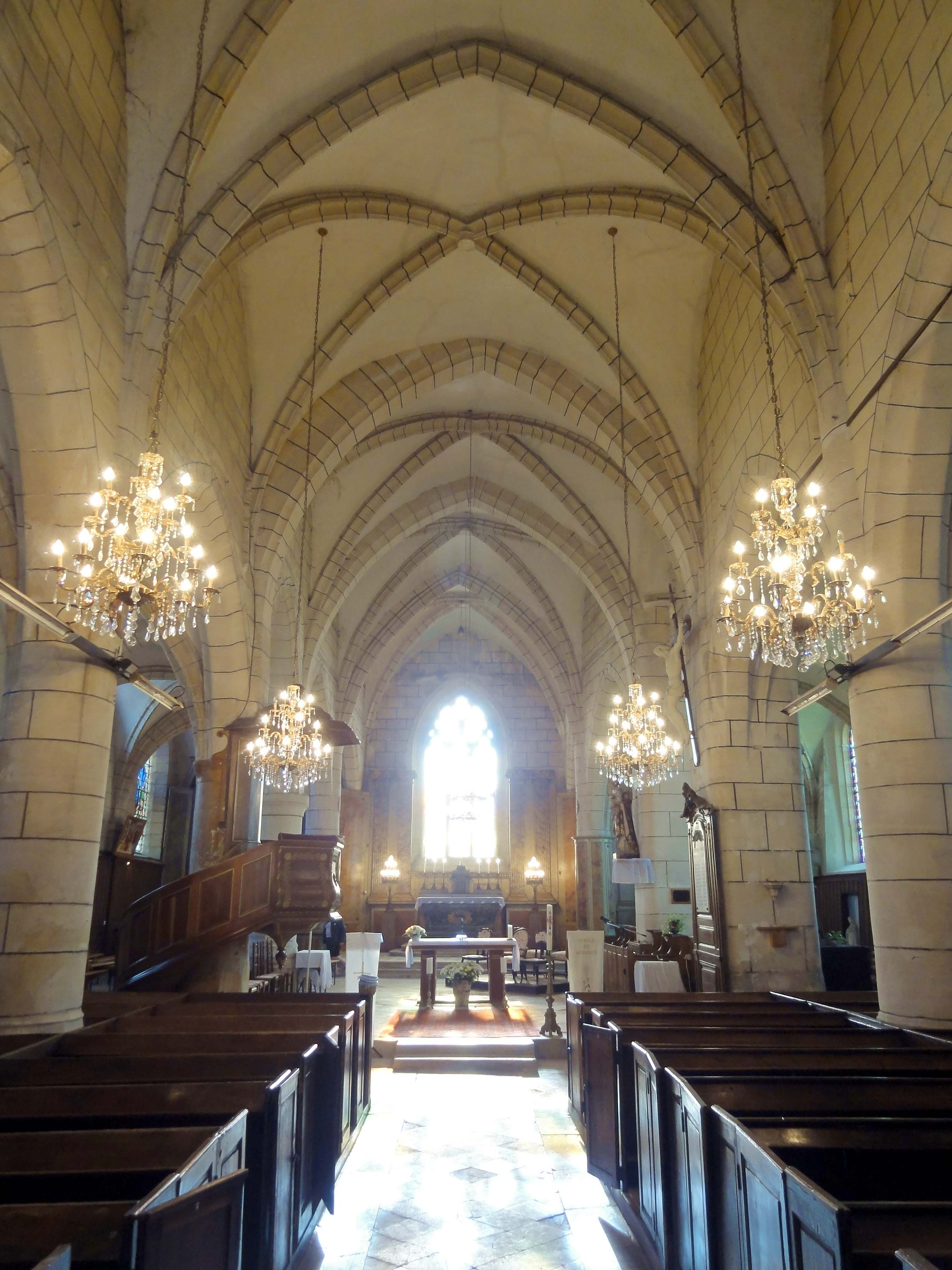
La nef et le chœur de l'église
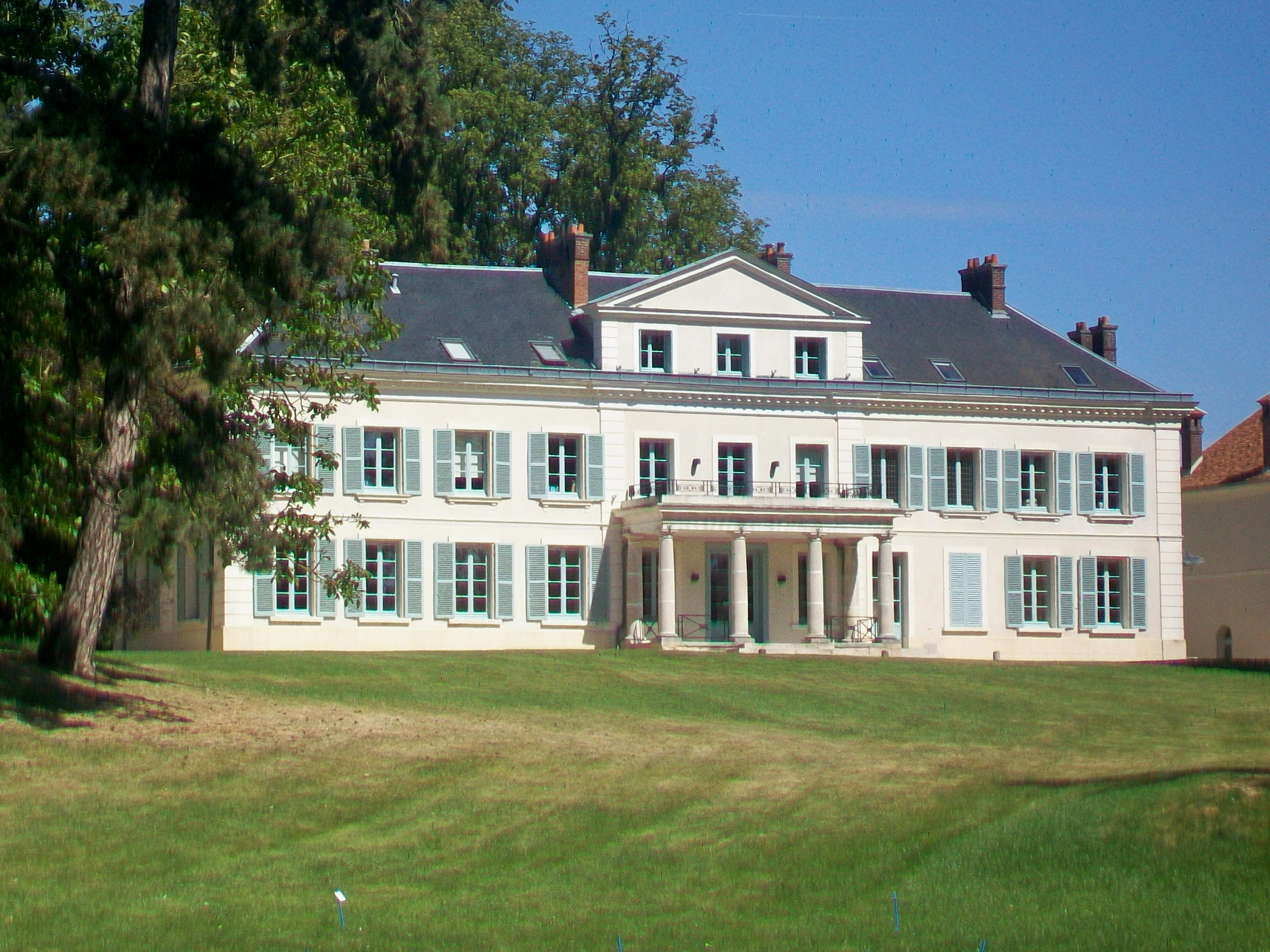
Château des Carneaux.
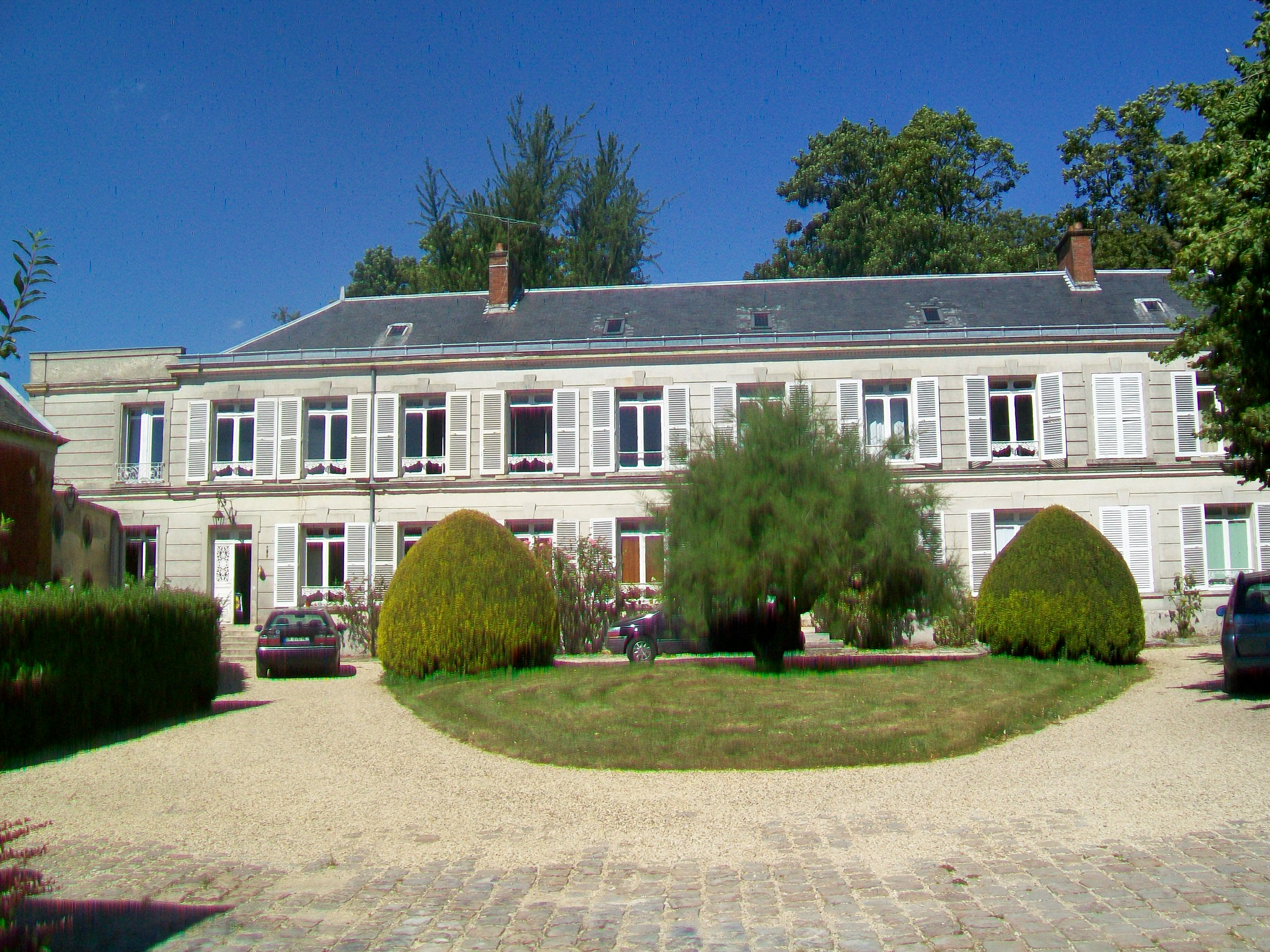
Manoir 1 rue Pasteur.
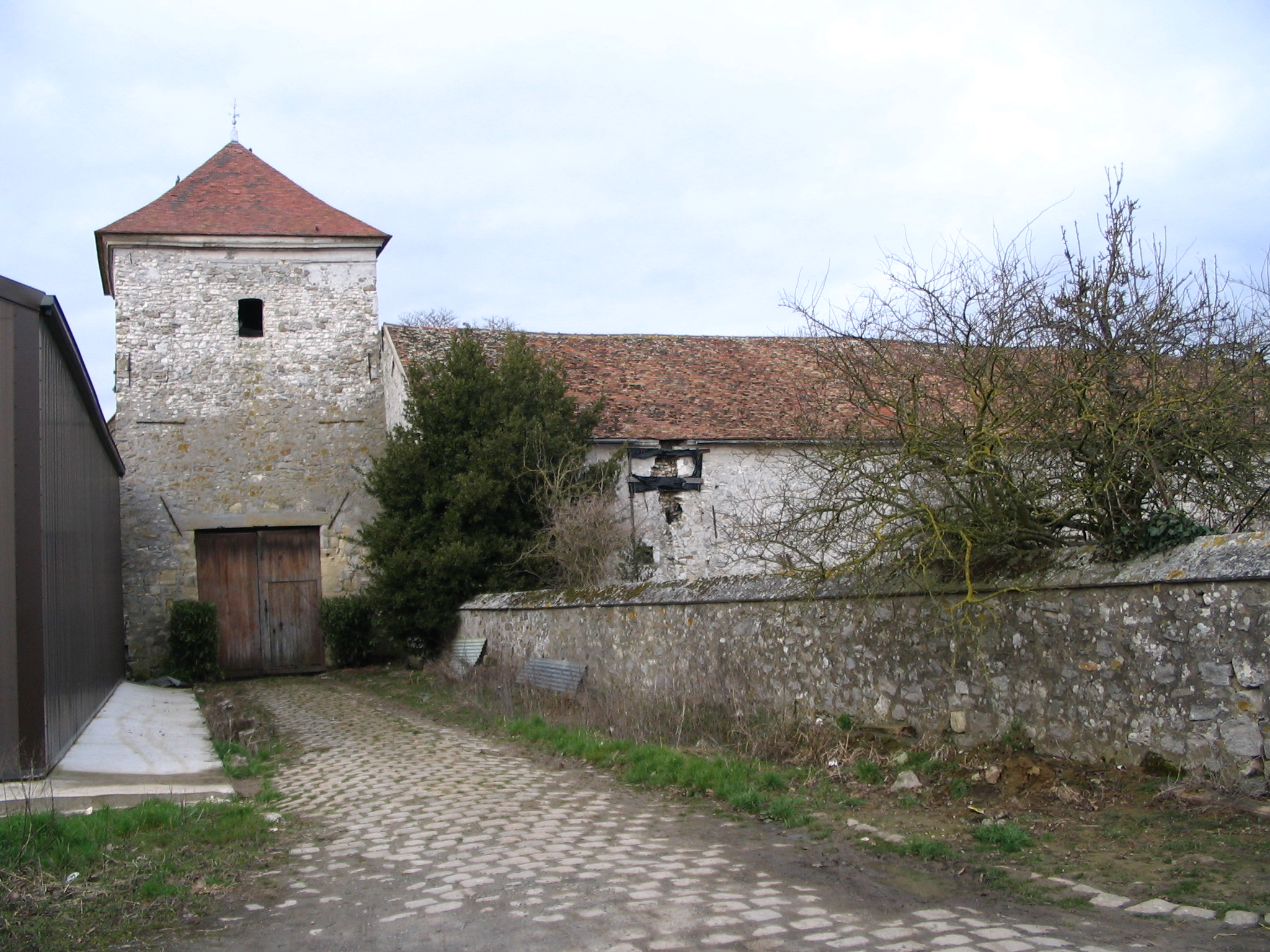
Colombier-porche de Choisy-aux-Bœufs.
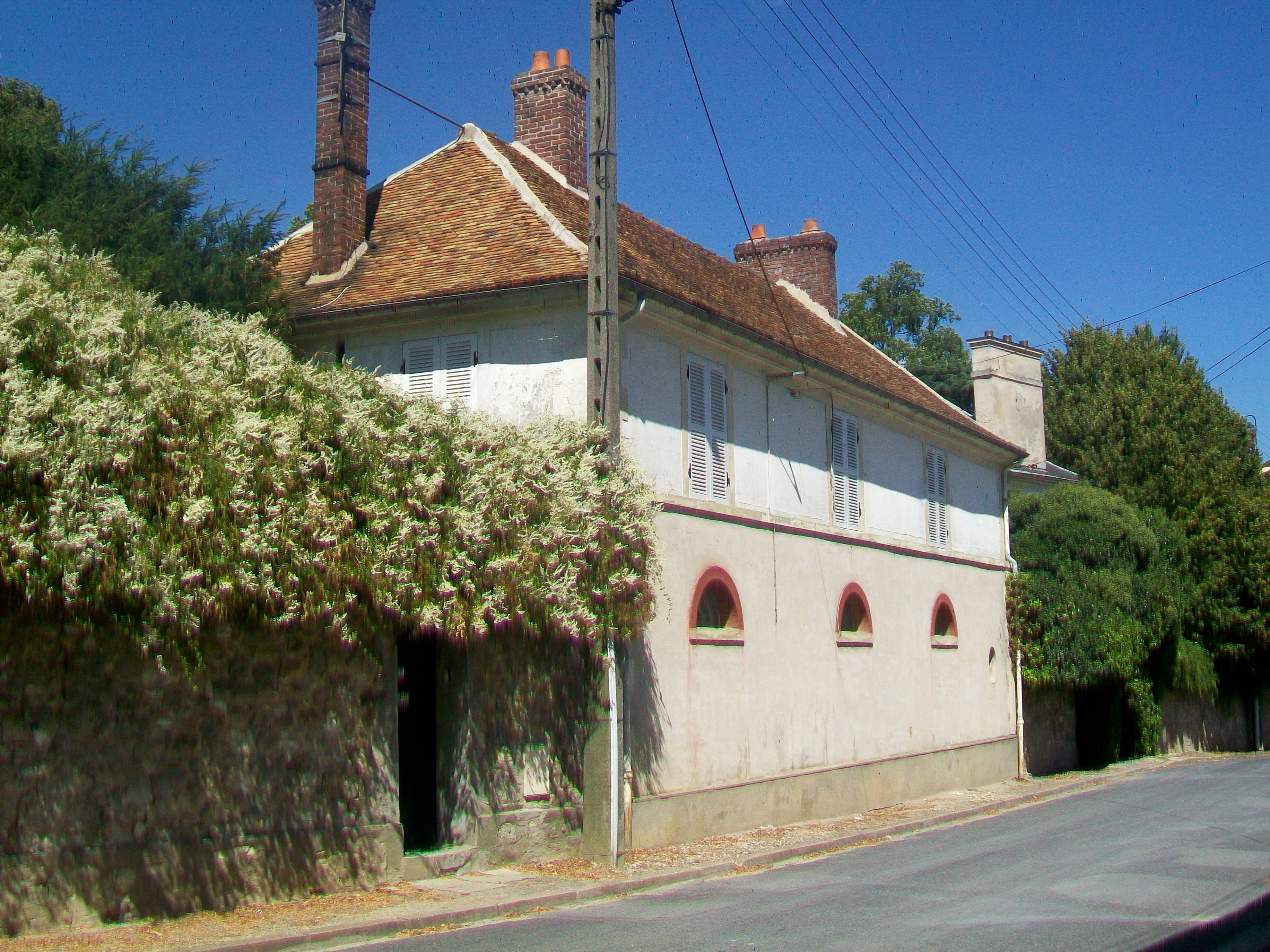
Rue Pasteur
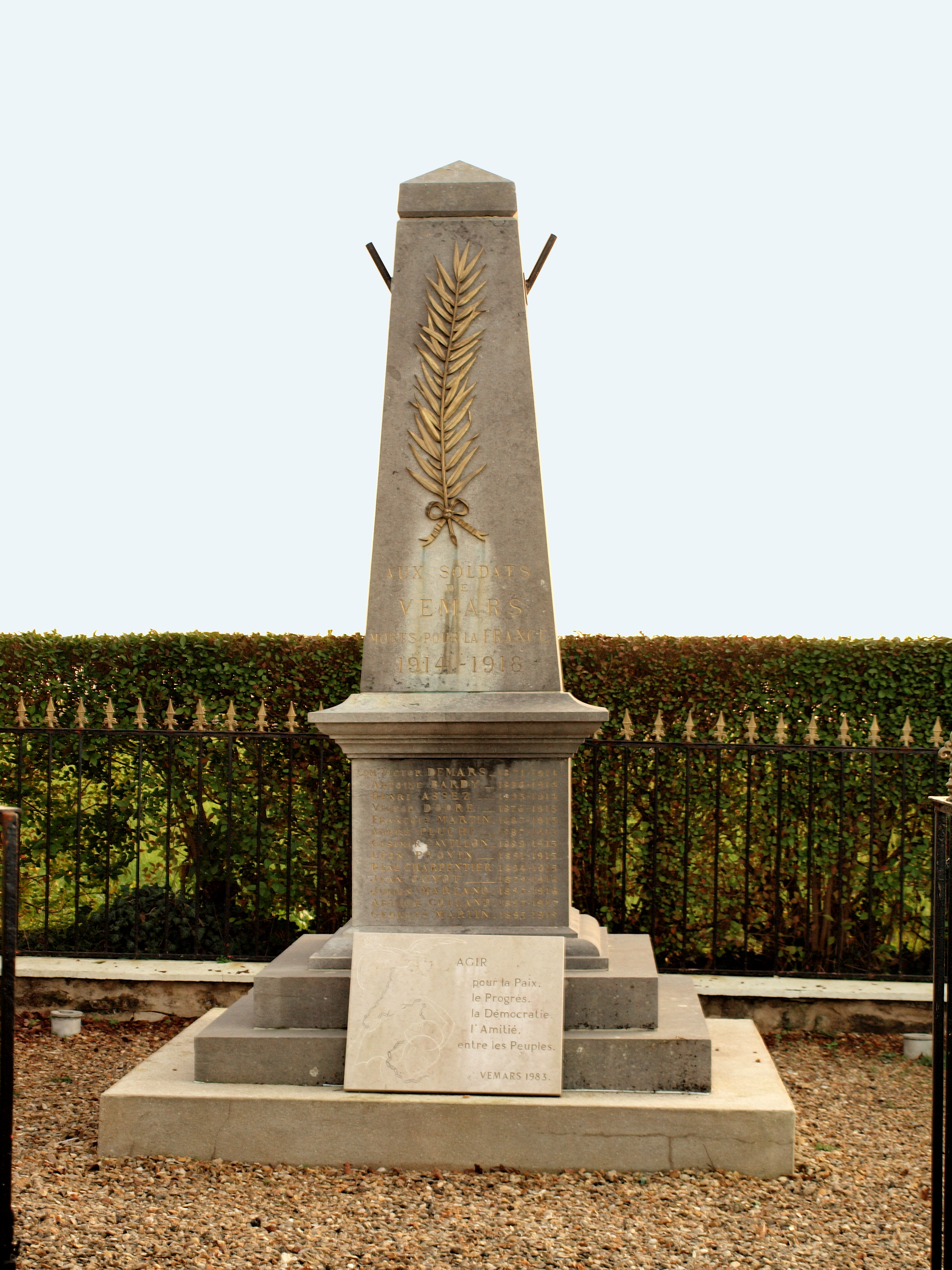
Monument aux morts

### Vémars dans les arts et la culture

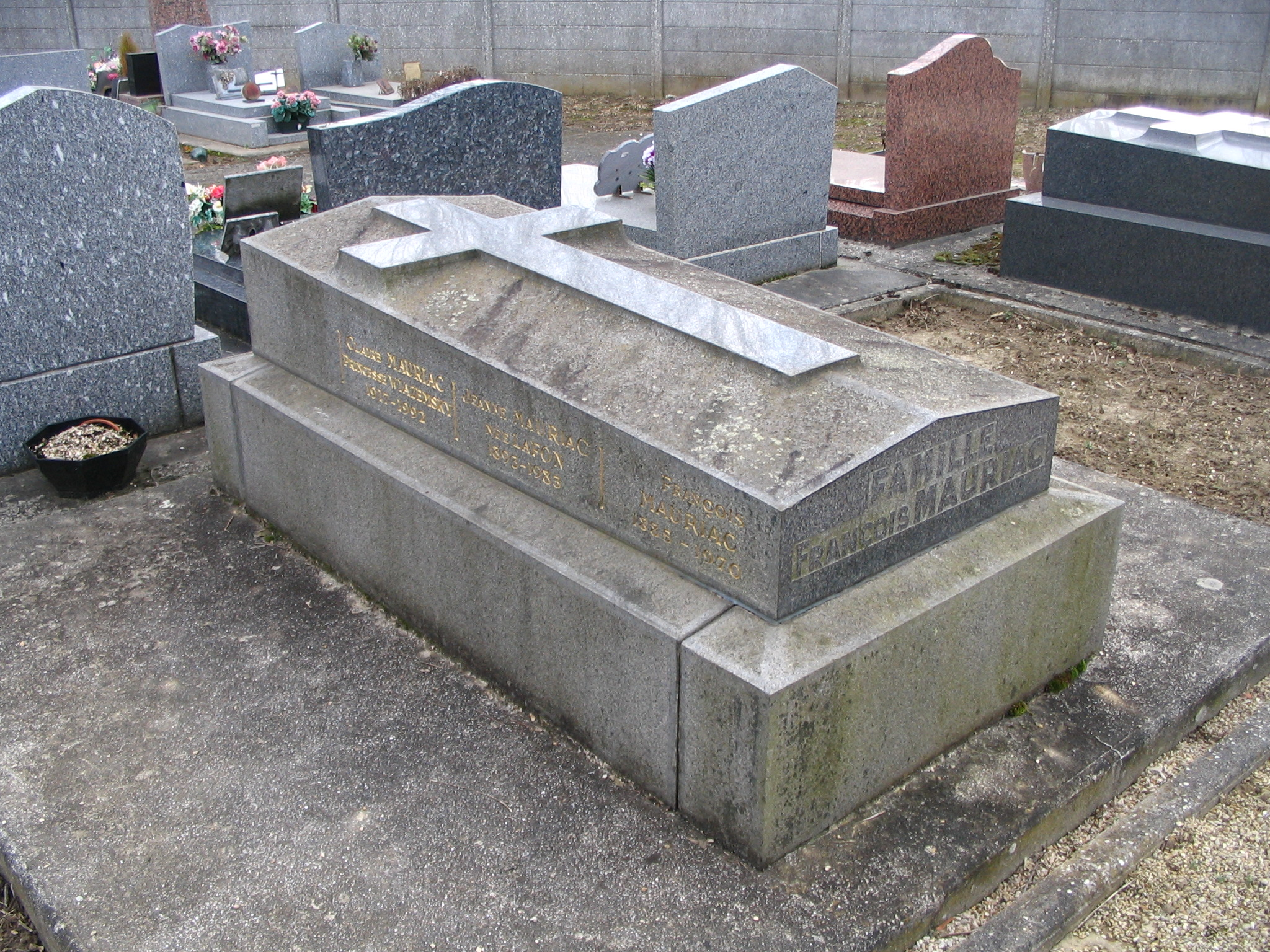
Tombe de François Mauriac au cimetière communal.

Vémars est citée dans le poème d’Aragon, Le conscrit des cent villages, écrit comme acte de Résistance intellectuelle de manière clandestine au printemps 1943, pendant la Seconde Guerre mondiale.

### Personnalités liées à la commune
- L'écrivain français François Mauriac (1885-1970), propriétaire du château de la Motte (qui est l'actuelle mairie de la commune), est enterré dans la commune[37],[38],[39]. Un petit musée dans la maison de La Motte rappelle la mémoire et l’œuvre de l'écrivain, Nobel de littérature en 1952[40].

### Héraldique
| Blason de Vémars | Blason  | D'or à la fasce d'azur chargée d'une fleur de lys du champ, accompagnée en chef de deux roses de gueules et en pointe d'une tête de maure de sable tortillée d'argent. |
| Blason de Vémars | Détails | |